# Ipomoea altoparanaensis
Ipomoea altoparanaensis là một loài thực vật có hoa trong họ Bìm bìm. Loài này được O'Donell mô tả khoa học đầu tiên năm 1952.